# 閃亂神樂 ESTIVAL VERSUS -少女們的選擇-
《閃亂神樂 ESTIVAL VERSUS -少女們的選擇-》是Marvelous於2015年3月26日發售的PlayStation 4、PlayStation Vita的遊戲平台。索尼電腦娛樂於2015年8月27日在推出正體中文版。

## 外部連結
- 官方网站（日語）